# WTA de Iași
O WTA de Iași – ou Unicredit Iași Open, na última edição – foi um torneio de tênis profissional feminino, de nível WTA 250.
Realizado em Iași, no nordeste da Romênia, estreou em 2024 com licença de um ano, substituindo pontualmente Hamburgo. Os jogos eram disputados em quadras de saibro durante o mês de julho.

## Finais

### Simples
| Ano  | Campeã         | Vice-campeã     | Resultado          |
| ---- | -------------- | --------------- | ------------------ |
| 2024 | Mirra Andreeva | Elina Avanesyan | 5–7, 7–5, 4–0, ab. |

### Duplas
| Ano  | Campeãs                         | Vice-campeãs                   | Resultado |
| ---- | ------------------------------- | ------------------------------ | --------- |
| 2024 | Anna Danilina Irina Khromacheva | Alexandra Panova Yana Sizikova | 6–4, 6–2  |